# 91ª Squadriglia aeroplani da caccia
La 91ª Squadriglia fa parte del 10º Gruppo caccia dell'Aeronautica militare italiana. È denominata la Squadriglia degli assi per la grande abilità che caratterizzava i primi piloti che la componevano.

## Storia

Il simbolo per la 91ª Squadriglia usato nello stemma dell'Aeronautica Militare

La 91ª Squadriglia aeroplani da caccia del Corpo Aeronautico del Regio Esercito venne costituita il 1º maggio del 1917 al comando del capitano Guido Tacchini sul Campo di Santa Caterina di Pasian di Prato (Udine) su 4 Spad VII e 3 Nieuport 17 con i migliori piloti della 70ª Squadriglia caccia ed inquadrata nel 10º Gruppo.
Agli ordini di Tacchini vi erano il cap. Francesco Baracca, il tenente Fulco Ruffo di Calabria, il ten. Ferruccio Ranza, il sottotenente Luigi Olivari ed il sergente Goffredo Gorini (ex anche della 3ª Squadriglia per l'artiglieria).
In seguito della rinominazione della 70ª Squadriglia, fu scelto come distintivo il Grifo, dipinto sul lato destro della fusoliera, sul lato sinistro, ad imitazione dei cavalieri medievali, ogni pilota scelse il suo simbolo, Ruffo un teschio nero, Ranza una scala e Baracca, in omaggio al suo Reggimento di provenienza, il Piemonte Reale Cavalleria, scelse il cavallino rampante nero in campo bianco.
Come noto il Cavallino Rampante venne anche adottato come stemma dalla Scuderia Ferrari.
Il 1º maggio, durante una missione di ricognizione su Monfalcone, pilotando l'Hansa-Brandenburg C.I 229.08 della Flik 12, Frank Linke-Crawford ebbe modi di scontrarsi con lo SPAD S.VII di Baracca: i due duellarono a lungo, in un combattimento molto duro che si sviluppò da 4 000 metri fino a bassa quota. Baracca si convinse di aver abbattuto il suo avversario, ma Linke-Crawford riuscì a portare a termine la missione nonostante ben 68 fori di proiettile rinvenuti sull'aereo.
Il 7 maggio viene distaccata una Sezione ad Aiello del Friuli, aggregata alla 77ª Squadriglia aeroplani con Olivari, Gorini e Ranza per la decima battaglia dell'Isonzo e sempre in maggio arrivano altri 10 SPAD, uno dei quali usato da Baracca.
Il 10 maggio Baracca abbatte l'Hansa-Brandenburg D.I del Zugsführer Rudolf Stöhr della FliK 41J vicino a Vertoiba conseguendo la nona vittoria ufficiale e Ruffo abbatte un caccia su Biglia (Merna-Castagnevizza).
L'11 maggio arriva anche il tenente Giovanni Sabelli dalla 71ª Squadriglia caccia ed ex della prima guerra dei Balcani dove si offrì come volontario arruolandosi nella Reale Aviazione bulgara per combattere contro i turchi.
Il 12 maggio arriva la settima vittoria di Ruffo, verso le 7 di sera, abbatte in combattimento un velivolo austriaco che precipitò ad oriente di Gorizia.
Il 13 maggio Baracca abbatte il Br. C.1 dell’asso ungherese Julius Busa e dell’osservatore Hermann Grössler della Fluggeschwader 1 sul Monte Korada e Ruffo abbatte un biposto su Jelenik (Krško).
Il 18 maggio Olivari abbatte un biposto a Voissizza arrivando alla sua ottava vittoria confermata.
Il 20 maggio nell'ambito della decima offensiva dell'Isonzo Baracca colpisce sul Monte Santo di Gorizia un ricognitore Brandenburg della Flik 12 con pallottole incendiarie che precipita a quota 363 di Plava a pochi metri dalle trincee italiane.
Il 3 giugno rientra la sezione distaccata ad Aiello. Lo stesso giorno Baracca abbatte l'Hansa-Brandenburg C.I del Zgsf. Johann Rotter con l'Oblt. Max Bednarzik del Fluggeschwader 1 o FlG I fra Plava e Monte Cucco di Plava ed Olivari con il Sergente Giulio Poli della 70ª Squadriglia abbattono il Brandenburg C.I 129.41 della Flik 4 sul Monte San Marco.
Il 6 giugno la Squadriglia passa agli ordini di Baracca spostandosi all'Aeroporto di Istrana per la Battaglia del monte Ortigara.

### La squadriglia degli assi

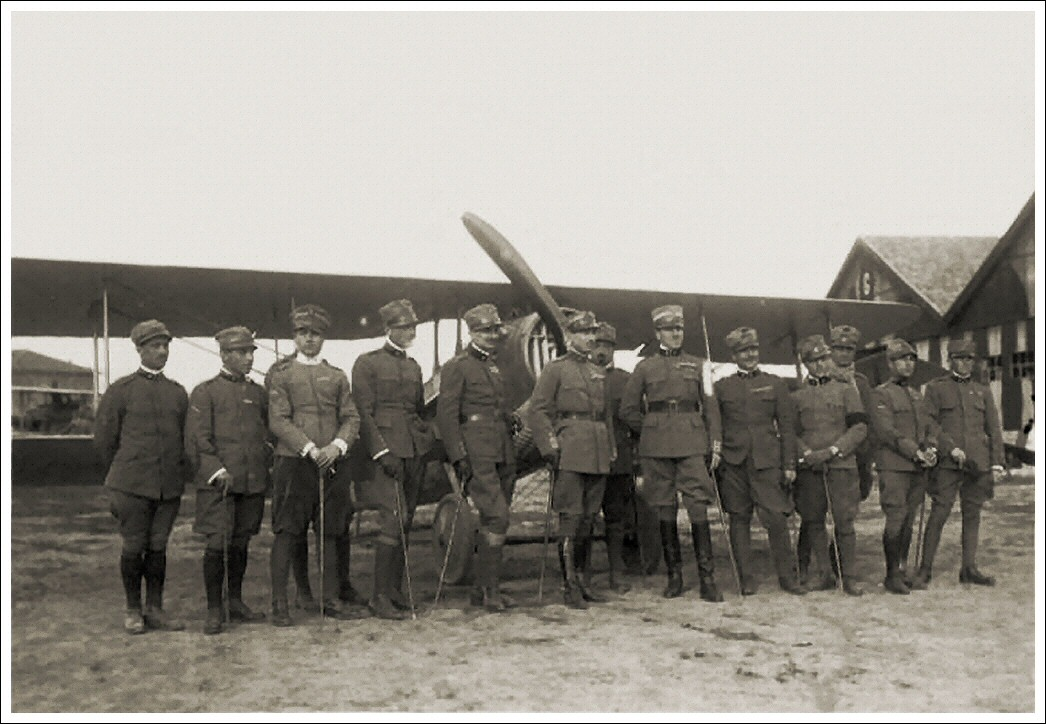
La 91ª Squadriglia aeroplani da caccia, da sinistra:
serg. Mario D'Urso
serg. Gaetano Aliperta
ten. Gastone Novelli
ten. Cesare Magistrini
cap. Bartolomeo Costantini
cap. Fulco Ruffo di Calabria
col. Pier Ruggero Piccio
ten. Guido Keller
magg. Francesco Baracca
ten. Ferruccio Ranza
ten. Mario de Bernardi
ten. Adriano Bacula
serg. Guido Nardini
sott. Eduardo Alfredo Olivero

Il 23 giugno Ranza ottiene la quinta vittoria confermata sul monte Armentera diventando un Asso dell'aviazione.
Al 1º luglio la squadriglia dispone a Istrana di 7 aerei e 11 piloti e ad Udine 2 aerei (a disposizione del Maggiore Pier Ruggero Piccio e di Tacchini) ed uno di riserva.
Al rientro a Santa Caterina del 2 luglio la squadriglia rivendica 13 vittorie in 100 missioni ed arrivano altri 3 piloti.
L'8 luglio l'unità passa sotto il Comando Aeronautico della 3ª Armata (Regio Esercito).
Il 31 luglio Baracca attacca un Hansa-Brandenburg C.I nella zona di Oslavia incendiandolo ed il 2 agosto Piccio abbatte 2 Brandenburg dalle parti di Tolmino.
Il 10 agosto Sabelli rivendica un aereo che precipita sul Monte Stol osservato da vedette italiane.
La squadriglia rivendica 7 vittorie in luglio e 5 in agosto.
Al 1º settembre il reparto dispone di 17 SPAD, 2 Ansaldo S.V.A., un Nieuport e l'Albatros di Baracca.
Il 29 settembre Sabelli ed il Ten. Giorgio Pessi (ovvero Giuliano Parvis) abbattono un biposto Br. C.1 sulle rive del Laghetto di Pietra Rossa vicino a Monfalcone.
Il 3 ottobre Piccio attacca un ricognitore costringendolo a prendere terra entro le linee italiane ed il 13 ottobre Olivari muore in un incidente aereo dopo essere arrivato a 12 vittorie.
Il 21 ottobre Baracca sul nuovo SPAD S.XIII rivendica una doppietta sul Monte Nero (Alpi Giulie).
Il 25 ottobre nell'ambito della Battaglia di Caporetto Sabelli attaccato da una pattuglia di caccia precipita nelle linee austriache, Ruffo rivendica una tripletta vicino a Tolmino dove anche Ranza arriva all'ottava vittoria e Baracca rivendica un Albatros sul Monte San Marco di Gorizia in collaborazione con Piccio.
Il 26 ottobre Baracca abbatte con Parvis un primo Aviatik a nord di Cividale del Friuli per precipitare a Santa Lucia d'Isonzo e poi un secondo Aviatik sul Matajur ed il Cap. Bartolomeo Costantini ottiene la seconda vittoria a Cividale.
Il 28 la squadriglia ripiega su Comina (Friuli-Venezia Giulia), il 31 al Campo di aviazione di Arcade e il 1º novembre a Padova.
Il 7 novembre Baracca e Parvis abbattono un biposto vicino ad Orsago.
Al 10 novembre la squadriglia dispone di 16 caccia e 13 piloti (tra cui il Ten. Gastone Novelli ed il Sergente Eduardo Alfredo Olivero) al comando del Maggiore Baracca.
Il 15 novembre Baracca arriva alla 28ª vittoria di un biposto tedesco che precipita vicino a campo volo di Istrana.
Il 23 novembre Parvis ed il Ten. Guido Keller (che morirà nel 1929 in un incidente stradale) abbattono un ricognitore vicino al Monte Grappa e Baracca (29^ vittoria) e Novelli (3^ vittoria) dopo un combattimento con un Albatros D.III lo vedono rovesciarsi in atterraggio di emergenza sulla riva del Piave. 
Nel febbraio 1918 arrivano altri SPAD S.XIII, un Nieuport 27 ed un Hanriot HD.1 e l'11 marzo la squadriglia si sposta a Quinto di Treviso.
In maggio la squadriglia è formata da 14 piloti tra cui il Ten. Adriano Bacula, il Ten. Mario de Bernardi che nel dopoguerra otterranno record mondiali, il Sergente Guido Nardini ed il Serg. Gaetano Aliperta.
Il 3 maggio Baracca abbatte, assieme a Magistrini e Novelli, un biposto sulle rive del Piave arrivando a 31 vittorie ed il 17 maggio Nardini abbatte l'Albatros D III della Flik 61J dell'asso Leutnant Franz Gräser (18 vittorie) che precipita vicino a Pero, frazione di Breda di Piave.
Baracca abbatte un aereo il 22 maggio ed infine 2 il 15 giugno quando la Squadriglia entra nella Massa da Caccia.
Il 19 giugno Baracca muore in una missione di mitragliamento sul Montello (colle) per un colpo proveniente da terra.

Alcuni componenti della 91ª Squadriglia aeroplani da caccia. Da sinistra; ten. Gastone Novelli, ten. Ferruccio Ranza, cap. Fulco Ruffo di Calabria, cap. Bartolomeo Costantini, magg. Francesco Baracca.

Il 21 giugno 1918, viene assegnato il comando della 91ª Squadriglia a Ruffo di Calabria ed in luglio il reparto diventa Squadriglia Baracca.
Nei mesi di maggio e giugno l'unità ha svolto 500 missioni e 960 ore di volo rivendicando 14 vittorie.
Dopo che la squadriglia è passata al IV Gruppo, il 12 luglio sul Monte Santo di Gorizia Keller rivendica una vittoria ed anche il Sergente Cesare Magistrini in collaborazione con un caccia inglese.
Il 23 agosto la squadriglia distacca una sezione a Verona, il 19 settembre Ruffo lascia il comando a Ranza ed il 23 settembre passa sotto il 17º Gruppo caccia.
Il 1º ottobre l'unità dispone di 22 aerei e dopo il 26 ottobre ritorna nella Massa da Caccia.
Il 31 ottobre arriva aggregata una sezione di Ansaldo A.1 con 6 piloti e il 1º novembre una pattuglia con Ranza, De Bernardi, Novelli, Bacula ed il Ten. Carlo Alberto Conelli atterra al campo di Comina.
Al termine delle ostilità la squadriglia dispone di 13 SPAD e 12 piloti.
Durante la guerra l'unità ha svolto 3.412 voli di guerra, di cui 2.149 da caccia.
Al 4 novembre 1918, data della fine del conflitto, la squadriglia aveva collezionato 117 abbattimenti accertati, divenendo celebre come la "Squadriglia degli assi", pari a circa la metà degli aerei austriaci abbattuti sul fronte italiano. Oltre a Baracca e Ruffo di Calabria, ebbe tra le sue file assi come Ranza, Piccio, Olivari, Novelli, Costantini, Magistrini, Nardini, Parvis e Sabelli oltre ad altri valorosi piloti come ad esempio Eduardo Alfredo Olivero (3 medaglie d'argento al valor militare), Gaetano Aliperta (2 Medaglie d'argento e due di bronzo al valor militare) e Gorini (2 Medaglie di Bronzo al Valor Militare).
Le vittorie dei suoi assi furono:
- Baracca 26;
- Piccio 23;
- Ruffo di Calabria 16;
- Ranza 13;
- Costantini e Pessi 6;
- Magistrini, Novelli e Sabelli 5;
- Olivari 4;
- Nardini 3.[6]

### Periodo interbellico
Nel giugno 1919 la squadriglia va a Zaule di Muggia.
Il 7 maggio 1923 passò alle dipendenze del 23º Gruppo del 1º Stormo Caccia Terrestre ed ebbe sede a Cinisello Balsamo (Milano) su aerei Spad. Il 25 dicembre 1925 fu trasferita al 2º Stormo. La squadriglia era in quel periodo dislocata all'Aeroporto di Ciampino; dopo aver fatto parte del 7º Gruppo autonomo caccia terrestre, in data 30 maggio 1931 concorreva a costituire il 4º Stormo caccia e fu dislocata all'Aeroporto di Aviano.
Dal 1º agosto 1937 il Cap. Giuseppe D'Agostinis sostituisce il capitano Ettore Foschini al comando della Squadriglia.

### Seconda guerra mondiale
Durante la guerra 1940-45 la 91ª Squadriglia del X Gruppo del 4º Stormo operò con gli aerei Fiat C.R.42, Macchi M.C.200, e poi con il Macchi M.C.202, senza soluzione di continuità, da Tobruk, a Pola e in Sicilia, all'aeroporto di Catania. 
Al 10 giugno 1940 era all'Aeroporto di Benina con 9 CR 42.
L'8 dicembre 1940 il cap. Vincenzo Vanni sostituisce il cap. D'Agostinis al comando della squadriglia dopo il ricovero in ospedale di quest'ultimo.
Il 4 gennaio 1941, nel corso della Battaglia di Bardia, che si combatte in Libia tra il 2 e il 5 gennaio, una formazione di 3 CR.42 della Squadriglia che era inquadrata nel X Gruppo C.T. guidata dal Comandante di Gruppo maggiore Carlo Romagnoli, decollata per scortare una formazione di bombardieri Savoia-Marchetti S.M.79, affronta un numero imprecisato di Hawker Hurricane. I piloti dichiarano il sicuro abbattimento di 2 Hurricane a fronte di un CR.42 che non farà rientro alla base.
Il 27 settembre 1941 prende parte all'Operazione Halberd spostando 4 M.C.200 tra cui quello del Cap. Franco Lucchini dall'Aeroporto di Catania-Fontanarossa all'Aeroporto di Trapani-Milo.
All'8 settembre 1943 era a Castrovillari con 2 M.C.205 nel X Gruppo.
Il reparto fu insignito di una medaglia d'oro al V.M.
Dopo l'8 settembre 1943, la 91ª partecipò anche alla guerra di liberazione nel ricostituito Regno del Sud con l'Aeronautica Cobelligerante Italiana, facendo parte del X Gruppo e poi del 12º Gruppo caccia, sempre del 4º Stormo.
Al 2 maggio 1945 era all'Aeroporto di Lecce-Galatina nel XII Gruppo sui P-39 del 4º Stormo Caccia.

### Dopoguerra
La squadriglia rimase negli anni successivi con il medesimo stormo, prima a Capodichino e poi a Pratica di Mare, dal 1963 con i nuovi aerei Lockheed F-104 Starfighter, e nel 1967, per la nuova dottrina di guerra aerea, che voleva i reparti di volo sparsi sul tutto il territorio nazionale, la 91ª, con il 10º Gruppo fu trasferita al 9º Stormo, sulla base aerea di Grazzanise, dove ha operato fino al 2004, terminando la vita operativa degli F 104S/ASAM. Nel 2005 è stata rischierata con il 10º Gruppo Caccia al 37º Stormo, sulla base aerea di Trapani Birgi dove il gruppo è stato assorbito nel 2006. Su quella base ha operato con gli F-16.
Dal 2010 la 91ª squadriglia è, con il 10º gruppo, alle dipendenze del 36º Stormo, sulla base aerea di Gioia del Colle, ed opera con caccia Eurofighter Typhoon.
Nel 1971 uno dei quattro distintivi di squadriglia scelti per creare lo stemma dell'Aeronautica Militare fu quello della 91ª, nel quadrante superiore destro compare quindi un grifo rampante rosso su sfondo argenteo.

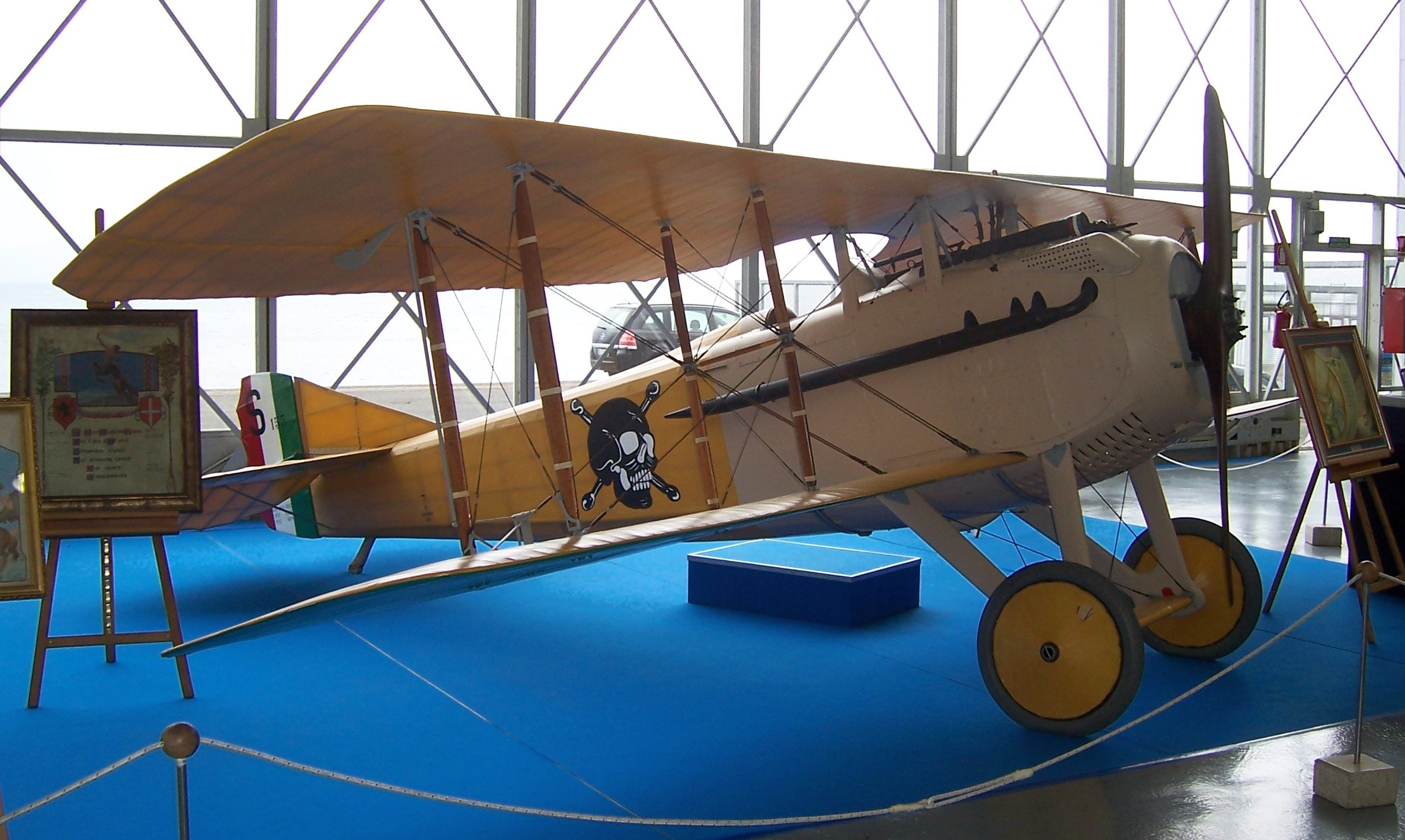
Lo SPAD S.VII del pilota Ruffo di Calabria esposto al Museo storico dell'Aeronautica Militare di Vigna di Valle.